# Traité sur la Lune
Accord de limitation des armes stratégiques offensives (Salt II) (1979) Convention sur certaines armes classiques (1980)
L’accord régissant les activités des États sur la Lune et les autres corps célestes, ou traité sur la Lune, est un traité multilatéral établissant l'appartenance de tout corps céleste, y compris ses orbites, à la communauté internationale. Il y est notamment stipulé que la Lune ne peut être utilisée qu'à des fins pacifiques et que toute activité doit y être conforme aux lois internationales, y compris la Charte des Nations unies.
Lancé le 5 décembre 1979, le traité est entré en vigueur le 11 juillet 1984. D'une durée illimitée, il est sous la responsabilité du secrétaire général de l'ONU.
Le traité sur la Lune a été ratifié par dix-sept pays : l'Arménie, l'Australie, l'Autriche, la  Belgique, le Chili, le Kazakhstan, le Koweït, le Liban, le Mexique, le Maroc, les Pays-Bas, le Pakistan, le Pérou, les Philippines, la Turquie, , l'Uruguay, et le Venezuela. La France, le Guatemala, l'Inde et la Roumanie ont signé, mais n'ont pas ratifié le traité,. L' Arabie saoudite s'est retirée du traité le 5 janvier 2023.

## Échec
En l'état, le traité est considéré comme un échec puisqu'il n'a été ratifié par aucune nation ayant un programme autonome de vol spatial habité actif ou en développement (États-Unis, Russie, Chine, Japon, Inde ainsi que plusieurs membres de l'Agence spatiale européenne).

## Contenu du traité

### Utilisation pacifique de la Lune
L'article 3 prévoit l'utilisation de la Lune "exclusivement à des fins pacifiques."  
Il interdit "tout recours à la menace ou à l’emploi de la force ou à tout autre acte d’hostilité ou menace d’hostilité sur la Lune."
L'usage, le stockage et la mise en orbite d'armes nucléaires ou d’armes de destruction massive est prohibé.
Enfin, les États s'engagent à ne pas aménager de bases, installations et fortifications militaires sur la Lune et à ne pas réaliser d'essais d'armes ou de manœuvres militaires.

### Exploration et utilisation de la Lune au profit de tous
L'article 4 garantit que « l’exploration et l’utilisation de la Lune sont l’apanage de l’humanité tout entière et se font pour le bien et dans l’intérêt de tous les pays, quel que soit leur degré de développement économique ou scientifique ».
L'Accord prévoit également la prise en compte des intérêts de la génération actuelle et des générations futures.
L'esprit du texte est de favoriser le progrès, le relèvement du niveau de vie et le développement économique et social pour tous les peuples.

### Coopération
L'article 4 prévoit également un principe de coopération et d'assistance mutuelle des États dans leurs activités concernant l’exploration et l’utilisation de la Lune.

### Droit et obligation d'information
L'article 5 encadre les obligations d'information vis-à-vis du public, de la communauté scientifique internationale, du secrétariat général de l'ONU et des autres États.
Les États ont notamment un devoir d'information s'ils constatent un phénomène "qui pourrait présenter un danger pour la vie et la santé de l’homme, ainsi que de tous signes de vie organique".
Les États s'engagent à communiquer : le calendrier, les objectifs, les lieux de déroulement, les paramètres d’orbites et la durée de chaque mission vers la Lune ainsi que les résultats de ces missions.

### Liberté de recherches scientifiques sur la Lune
Ce principe est consacré par l'article 6 de l'Accord.

### Reprise des grands principes du droit spatial
L'Accord sur la Lune réaffirme les principes posés par le traité de l'espace.
Les États conviennent de se prêter mutuellement assistance concernant la  sauvegarde de la vie et de la santé de leurs spationautes.
Le traité réaffirme la non-appropriation de la Lune et de ses ressources naturelles qui sont qualifiées de patrimoine commun de l’humanité.
Il prévoit un régime de responsabilité et la juridiction des États sur leurs personnels, véhicules, matériel, stations, installations et équipements spatiaux se trouvant sur la Lune.